# Pauline à la plage
Pauline à la plage is een Franse dramafilm uit 1983 onder regie van Éric Rohmer.

## Verhaal
De 15-jarige Pauline gaat samen met haar nicht Marion naar een badplaats aan de Normandische kust. Ze ontmoeten er Pierre, die verliefd is op Marion. Zijzelf wordt echter verliefd op de etnoloog Henri. Daarnaast is er ook de tiener Sylvain, die op zoek is naar een meisje van zijn eigen leeftijd. Tussen de verschillende personages ontstaan allerlei intriges.

## Rolverdeling
| Acteur             | Personage |
| ------------------ | --------- |
| Amanda Langlet     | Pauline   |
| Arielle Dombasle   | Marion    |
| Pascal Greggory    | Pierre    |
| Féodor Atkine      | Henri     |
| Simon de la Brosse | Sylvain   |
| Rosette            | Louisette |